# L'École des journalistes
Pour plus de détails, voir Fiche technique et Distribution.
L'École des journalistes est un film français réalisé par Christian-Jaque et sorti en 1936.

## Fiche technique
- Réalisation : Christian-Jaque
- Scénario : Charles Lemontier
- Photographie : Willy-Gricha[1]
- Montage :William Barache
- Son : Raymond Gauguier
- Musique : Henri Poussigue, René Sarvil[2]
- Production : Productions Sigma
- Pays :  France
- Format : Son mono  - Noir et blanc   - 1,37:1
- Genre : Comédie
- Durée : 87 minutes
- Date de sortie : 
  - France : 29 mai 1936

## Distribution
- Armand Bernard : Alfred
- Colette Darfeuil : Clara Sergy
- Charles Lemontier : Le brigadier
- Marcelle Praince : Mme Brigoule
- Marcel Vidal : Jacques Nerval
- Simone Renant : Simone Dubreuil
- Pierre Stephen : Fernand Dubreuil
- Milly Mathis : Mariette
- Claire Gérard : Olympe
- Gustave Gallet : Le commandant Dubois
- Paul Ville : Le témoin
- Jean Kolb : Le directeur du journal
- Mona Dol : La femme de service
- Pierre Athon : Le gardien